# Edward Braddon

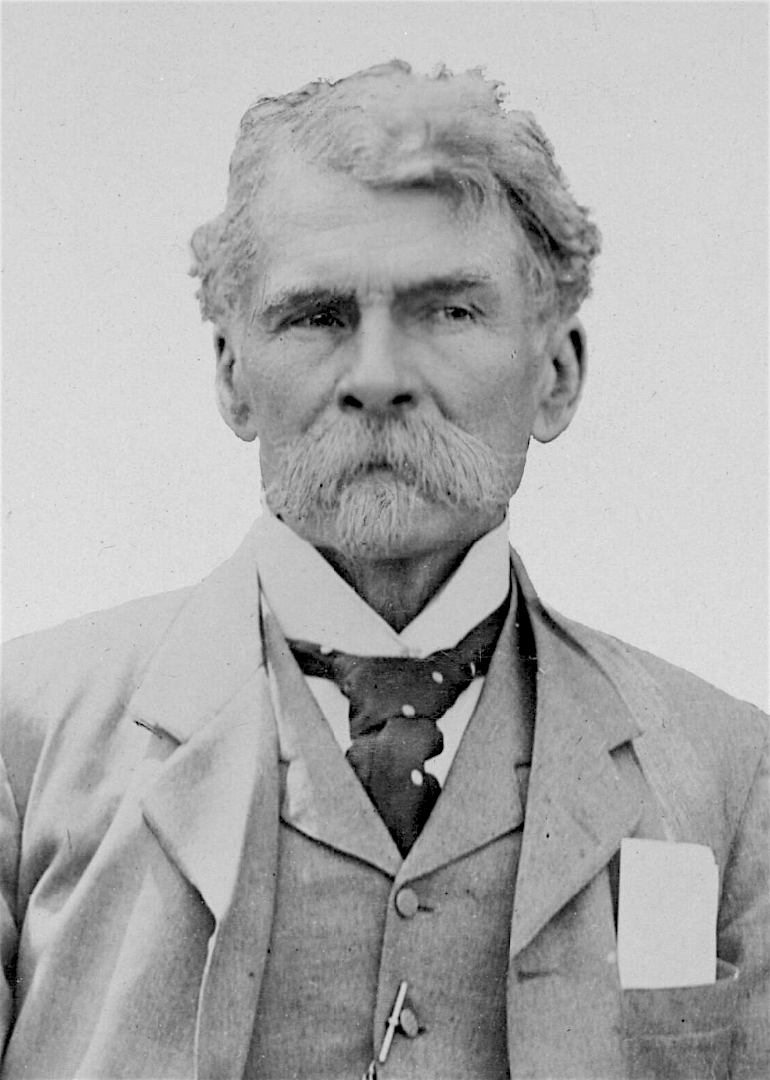
Edward Braddon

Sir Edward Nicholas Coventry Braddon KCMG (* 11. Juni 1829 in St. Kew, Cornwall, England; † 2. Februar 1904 in Leith, Tasmanien) war ein australischer Politiker der Free Trade Party, der zwischen 1894 und 1899 Premierminister von Tasmanien war.

## Leben

### Abgeordneter, Minister und Generalvertreter in London
Braddon, ein älterer Bruder der englischen Schriftstellerin Mary Elizabeth Braddon, wanderte 1847 zunächst nach Indien und später nach Tasmanien aus.
Er wurde bei den Wahlen am 31. Juli 1879 im Wahlkreis West Devon erstmals zum Mitglied des Repräsentantenhauses (Tasmanian House of Assembly), dem Unterhaus des tasmanischen Parlaments, gewählt und gehörte diesem bis zu seinem Mandatsverzicht am 29. Oktober 1888 an, wobei er seit 1880 die Free Trade Party vertrat.
Während seiner Parlamentszugehörigkeit war er zwischen 1886 und 1887 Oppositionsführer, ehe er anschließend am 30. März 1887 von dem liberalen Premierminister Philip Fysh als Minister für Ländereien und öffentliche Arbeiten (Minister for Lands and Works) erstmals in eine Regierung des Bundesstaates berufen und bekleidete diese Funktion bis zum 29. Oktober 1888.
Bereits kurz vor seinem Ausscheiden aus Regierung und Parlament wurde er am 1. Oktober 1888 Generalvertreter (Agent-General) Tasmaniens im Vereinigten Königreich und verblieb auf diesem Posten bis zum 30. September 1893.

### Premierminister und Mitglied des Australischen Repräsentantenhauses
Nach seiner Rückkehr nach Tasmanien wurde Braddon am 13. Dezember 1893 für die Free Trade Party abermals zum Mitglied des House of Assembly gewählt und vertrat dort bis zu seinem neuerlichen Mandatsverzicht am 29. März 1901 wieder den Wahlkreis West Devon. Zugleich war er 1894 wieder Oppositionsführer.
Kurz darauf wurde Braddon am 14. April 1894 Nachfolger des Konservativen Henry Dobson als Premierminister Tasmaniens und bekleidete das Amt des Regierungschefs bis zu seiner Ablösung durch den Konservativen Elliott Lewis am 12. Oktober 1899. Während seiner Amtszeit war er zuletzt vom 1. Januar bis zum 12. Oktober 1899 zusätzlich auch Finanzminister (Treasurer) sowie Generalpostmeister (Postmaster General).
Nach Beendigung seiner Amtszeit als Premierminister war er zwischen 1899 und 1901 erneut Oppositionsführer im House of Assembly.
Nach seinem Ausscheiden aus dem House of Assembly kandidierte er 1901 erfolgreich für einen Sitz im Australischen Repräsentantenhaus und war mit 71 Jahren und neun Monaten das bislang älteste gewählte Mitglied des Repräsentantenhauses. Er vertrat zuerst den Wahlkreis Tasmania sowie zuletzt von 1903 bis zu seinem Tod den Wahlkreis Wilmot.
Für seine langjährigen Verdienste wurde er zunächst zum Knight Bachelor geschlagen und führte danach den Namenszusatz „Sir“. Später wurde er auch Knight Commander des Order of St. Michael and St. George (KCMG).